# Kuwaiti Premier League 1964/65
Die Kuwaiti Premier League 1964/65 war die vierte Spielzeit der Liga. Erstmals in der Geschichte des Wettbewerbs gab es dieses Mal mit al Kuwait SC einen anderen Meister als den bisherigen al-Arabi. Im Gegensatz zur Vorsaison gab es auch Play-off mehr, sondern der Meister wurde direkt am Saisonende ermittelt. Ebenso bestand das Teilnehmerfeld in dieser Spielzeit erstmals aus festen Sportklubs.

## Abschlusstabelle
| Pl.                    | Verein           | Sp. | S | U | N | Tore    | Diff. | Punkte |
| ---------------------- | ---------------- | --- | - | - | - | ------- | ----- | ------ |
| 1.                     | al Kuwait SC     | 10  | 7 | 3 | 0 | 044:900 | +35   | 17:30  |
| 2.                     | al Qadsia Kuwait | 10  | 6 | 3 | 1 | 035:700 | +28   | 15:50  |
| 3.                     | al-Arabi (M, P)  | 10  | 6 | 0 | 4 | 032:130 | +19   | 12:80  |
| 4.                     | al Salmiya Club  | 10  | 4 | 1 | 5 | 015:300 | −15   | 09:11  |
| 5.                     | al-Fahaheel SC   | 10  | 2 | 0 | 8 | 008:440 | −36   | 04:16  |
| 6.                     | al-Shabab        | 10  | 1 | 1 | 8 | 010:410 | −31   | 03:17  |
| Stand: Ende der Saison |                  |     |   |   |   |         |       |        |

| Zum Saisonende 1964/65: |
| Kuwaitischer Meister    |

| Zum Saisonende 1963/64: |                                   |
| (M)                     | Amtierender Meister: al-Arabi     |
| (P)                     | Amtierender Pokalsieger: al-Arabi |